# Ван Схайк, Хенри
Хенри Луи Мари ван Схайк (нидерл. Henri Louis Marie van Schaik, 24 июля 1899 — 19 августа 1991) — нидерландский офицер-кавалерист, призёр Олимпийских игр. Племянник Йозефюса ван Схайка (министр, президент Палаты представителей).

## Биография
Родился в 1899 году в Делфте. В 1930 году закончил Лейденский университет. В 1936 году принял участие в Олимпийских играх в Берлине, где нидерландская сборная завоевала серебряные медали в конкуре; в личном первенстве в конкуре он стал 23-м.
В начале Второй мировой войны Хенри ван Схайк служил адъютант-капитаном 5-го гусарского полка, был членом Национального фронта. В феврале 1942 года был назначен гауляйтером гау Южная Голландия.
После Второй мировой войны эмигрировал в США.